# Pontivy
Pontivy (bretonsko Pondi, gelsko Pondivi) je naselje in občina v severozahodni francoski regiji Bretanji, podprefektura departmaja Morbihan. Leta 1999 je naselje imelo 13.508 prebivalcev.

## Geografija
Kraj leži v severozahodni francoski pokrajini Bretaniji na stičišču reke Blavet z vodnim kanalom Nantes-Brest.

## Administracija
Pontivy je sedež istoimenskega kantona, v katerega so poleg njegove vključene še občine Croixanvec, Gueltas, Guern, Kerfourn, Noyal-Pontivy, Saint-Gérand, Saint-Gonnery, Saint-Thuriau in Le Sourn s 25.148 prebivalci.
Naselje je prav tako sedež okrožja, v katerem se nahajajo kantoni Baud, Cléguérec, Faouët, Gourin, Guémené-sur-Scorff, Josselin, Locminé, Pontivy, Rohan in Saint-Jean-Brévelay s 114.237 prebivalci.

## Zgodovina
Ime mesta izhaja od meniha Ivyja, ki je tod v 7. stoletju dal zgraditi most čez reko Blavet (fr. Pont).
Od 9. novembra 1804 je bil začasno preimenovan v Napoléonville, po Napoleonu I. V tem času je kraj štel okoli 3.000 prebivalcev. Po Napoleonovem padcu je še nekajkrat spremenil ime: najprej nazaj v Pontivy, kasneje v Bourbonville, po prihodu Napoleona III. na oblast pa spet v Napoléonville.

## Znamenitosti
- grad Rohan iz poznega 15. stoletja,
- Bazilika Notre-Dame-de-Joie,
- cerkev sv. Jožefa.

## Pobratena mesta
- Napoleonville (Louisiana, ZDA),
- Ouelessebougou (Mali),
- Tavistock (Združeno kraljestvo),
- Wesseling (Nemčija).